# Tres 60
Tres 60 es una película española dirigida por Alejandro Ezcurdia y protagonizada por Raúl Mérida y Sara Sálamo. Se estrenó el 26 de julio de 2013 en España, producida por Bowfinger Intl Pictures, Antena 3 Films, Zinea Sortzen y ETB.

## Trama
Guillermo (Raúl Mérida) es un joven universitario apasionado del surf que inicia  una investigación después de descubrir de forma casual un antiguo carrete fotográfico en las obras de reforma de la casa de sus padres. Su revelado destapa enigmáticas imágenes y una cara conocida: su mejor amigo de la infancia, Iván, desaparecido hace ya demasiado tiempo. A medida que tira del hilo, la curiosidad inicial de Guillermo se convierte en una peligrosa investigación de consecuencias insospechadas. En sus investigaciones contará con la ayuda de Daniela (Sara Sálamo), una chica que ha conocido y hacia la que se siente cierta atracción, y por su hermano (Guillermo Estrella), un loco de la informática capaz de acceder a cualquier información y con su compañero de olas, "El Ruso" (Adam Jezierski).

## Elenco
| Actor              | Personaje                         |
| ------------------ | --------------------------------- |
| Raúl Mérida        | Guillermo                         |
| Sara Sálamo        | Daniela                           |
| Joaquim de Almeida | Alberto                           |
| Adam Jezierski     | "El Ruso"                         |
| Guillermo Estrella | Mario, hermano menor de Guillermo |
| Marta Martín       | María Victoria                    |
| Geraldine Chaplin  | Jean Christophe                   |
| Carolina Ferre     | Madre de Guillermo                |

## Producción
La escena de sexo entre Raúl Mérida y Sara Sálamo se rodó tres meses después de finalizar el rodaje principal, porque la productora quería un final diferente. La actriz aceptó sin problemas pero luego reveló que la experiencia fue muy desagradable.